# Ловчанская епархия
Ловчанская епархия (Ловечская епархия) — епархия Болгарской православной церкви с центром в городе Ловеч и архиерейскими наместничествами в Пирдопе, Ботевграде, Тетевене и Трояне. В епархии насчитывается 13 монастырей и около 130 церквей.

## История
Известно, что в период Второго болгарского царства (1187-1393) Ловече была епископская кафедра.

## Епископы
- Лонгин (XII век) упом. в Бориловом синодике
- Мелетий (XII век) упом. в Бориловом синодике
- Киприан (XII век) упом. в Бориловом синодике
- Симеон І (XII век) упом. в Бориловом синодике
- Симеон II (до 1360)
- Парфений (упом. 1360)[1]
- Иеремия (упом. 1558)[2]
- Феофан (упом. 1590[3] и 1598 г.)
- Лаврентий (упом. 1618[4], 1619[5], 1620[6], 1622[7] и 1635)
- Нафанаил (упом. 1635)[8]
- Симеон (упом. 1639 — упом. 1640)[9]
- Кирилл (упом. 1643/1644[10] — 1651[6])
- Иезекииль (декабрь 1651 — 16 августа 1673)[6]
- Иоаникий (упом. 1686)[11]
- Иоаким (упом. 1698)
- Геннадий (упом. 1730)[12]
- Парфений (април 1730 — ?)[12]
- Паисий I (упом. 25 февраля 1749—1757)[12]
- Анфим I (апрель 1757[12] — упом. 1785[13])
- Паисий II (упом. ок. 1768—1774)
- Анфим II (1794—1827)[14]
- Дионисий (июль 1827—1845)[12]
- Мелетий I (сентябрь 1845—1848)[12]
- Мелетий II (16 июля 1848 — 2 февраля 1852)[12]
- Иларион (Иванов) (февраль 1852 — январь 1872)

Болгарский Экзархат
- Иларион (Иванов) (январь — 25 июня 1872)
- Дионисий (Помаков) (7 июля 1873 — 29 май 1875)
- Мелетий (Андонов) (1875 — январь 1876) в/у, митр. Софийский
- Иосиф (Йовчев) (18 января 1876 – 20 июня 1915)
  - Нафанаил (Бойкикев) (1880 — 24 марта 1891)
  - Парфений (Иванов) (1891—1892) еп. Величский
  - Анфим (Кынчев) (15 августа 1893 — 6 февраля 1897), еп. Брегалнишский
  - Максим (Пелов) (6 февраля 1897 — 1 октября 1906)
- Климент (Шивачев) (8 марта 1909—1924) в/у, митр. Врачанский
- Максим (Пелов) (май 1924—1934) в/у, еп. Бранитский
- Анфим (Шивачев) (14 ноября 1937 — 4 марта 1939)
- Филарет (Панайотов) (21 май 1939 — 28 июня 1960)
- Максим (Минков) (30 октября 1960 — 4 июля 1971)
- Григорий (Узунов) (30 января 1972 — 7 декабря 2000)
- Нестор (Крыстев) (декабрь 2000 — 8 февраля 2001) в/у, еп. Смолянский
- Гавриил (Динев) (с 8 февраля 2001)